# Malejewo (obwód smoleński)
Malejewo (ros. Малеево) – wieś (ros. деревня, trb. dieriewnia) w zachodniej Rosji, centrum administracyjne osiedla wiejskiego Malejewskoje rejonu krasninskiego w obwodzie smoleńskim.

## Geografia
Miejscowość położona jest nad rzeką Łoswinka, 7,5 km od drogi federalnej R135 (Smoleńsk – Krasnyj – Gusino), 8 km od centrum administracyjnego rejonu (Krasnyj), 45 km od Smoleńska, 25,5 km od najbliższej stacji kolejowej (Gusino).
W granicach miejscowości znajdują się ulice: Dorożnaja, Mołodiożnaja, Oziornaja, Sadowaja, Szkolnaja.

## Demografia
W 2010 r. miejscowość zamieszkiwało 140 osób.